# Eike Haberland
Eike Friedrich Georg Haberland (* 18. Mai 1924 in Detmold; † 6. Juni 1992 in Frankfurt am Main) war ein deutscher Ethnologe, der insbesondere zu Völkern Äthiopiens forschte. Er war von 1968 bis 1992 Professor für Kultur- und Völkerkunde an der Goethe-Universität Frankfurt am Main und zugleich Leiter des Frobenius-Instituts.

## Leben
Seine Schulzeit verbrachte er in Detmold, Nauen im Havelland und Potsdam. Im Jahr 1942 beendete er seine Schulausbildung mit der Hochschulreife und diente danach als Soldat im Zweiten Weltkrieg. In den Jahren 1945 bis 1950 studierte er an der Johann Wolfgang Goethe-Universität Frankfurt am Main und an der Universität Mainz Völkerkunde, Altphilologie, Alte Geschichte, Orientalistik, Religionswissenschaften und Afrikanische Sprachwissenschaft. Haberland promovierte 1950 bei Adolf E. Jensen im Bereich der Völkerkunde mit der Abhandlung über „Das Gada-System der süd-abessinischen Völker“. 
Anschließend war er als wissenschaftlicher Mitarbeiter bzw. Assistent bei Jensen an der Universität Frankfurt und am Frobenius-Institut tätig. 1962 habilitierte er sich mit „Untersuchungen zum äthiopischen Königtum“ in Frankfurt am Main. Als ordentlicher Professor wurde er 1965 an die Universität Mainz berufen, wo er die Leitung des Instituts für Völkerkunde übernahm. 
Als Nachfolger des plötzlich verstorbenen Carl August Schmitz wechselte Haberland 1968 auf den Lehrstuhl für Kultur- und Völkerkunde an der Goethe-Universität Frankfurt am Main und übernahm auch die Leitung des dortigen Frobenius-Instituts. Er war seit 1970 Mitglied der UNESCO-Kommission für Afrikanische Geschichte und ab 1973 Mitglied der Deutschen UNESCO-Kommission. Von 1975 bis 1979 war Haberland Präsident der Deutschen Gesellschaft für Völkerkunde. Er ging 1992 in den Ruhestand.
Wie der Gründer des Frobenius-Instituts Leo Frobenius und dessen Nachfolger Adolf Ellegard Jensen war auch Haberland ein Vertreter der Kulturmorphologie. Als Forscher führte ihn sein Interesse 1950–1952, 1954–1955, 1967 und 1970–1971 in den Süden von Äthiopien, zuletzt 1972–1974 zu den Dizi und anderen Ethnien im Südwesten. Der Militärputsch 1974 verhinderte weitere Forschungsaufenthalte in Äthiopien. In den Jahren 1961 und 1963 reiste er nach Neuguinea.

## Wirken
Haberland interessierte sich für die Erforschung der außereuropäischen schriftlosen Kulturen. Sein besonderes Interesse galt der Geschichtsforschung, wie sie sich im deutschsprachigen Raum aus der Völkerkunde entwickelt hat. Dabei orientiert sich die Forschung nicht nur an der „absoluten Chronologie“, sondern an der „kulturhistorischen Spekulation“. Wichtig dabei ist die Sichtweise der heutigen Kulturen, die als „Repräsentanten“ frühere Stufen der Menschheitsgeschichte angesehen werden.
Haberland war der Ansicht, dass die historische Völkerkunde sich von den „evolutionistisch-kulturtheoretischen“ Modellen lösen muss. Die  Aufgabe der historischen Völkerkunde sollte es sein, eine Einheit aus der „Ethnohistorie“ und der „Kulturhistorie“ zu schaffen. Um „wirkliche Geschichtsforschung“ auszuüben, war es ihm wichtig, nicht nur vorhandene europäische Quellen und die Sozialanthropologie zu nutzen. Vielmehr galt es, neben den oralen Traditionen auch die schriftlichen Originalquellen der untersuchten Völker aufzunehmen und die Schriften der benachbarten Hochkulturen einzubeziehen.
Diese Untersuchungen setzen die Kenntnis der Sprachen voraus und beziehen neue Methoden der Archäologie, z. B. Luftbilder oder Thermoluminiszenz, mit ein. Für Haberland war diese Arbeit eine Notwendigkeit und Verpflichtung gleichermaßen, um dazu beitragen zu können, den Völkern, die durch die Kolonialisierung ihrer Identität beraubt worden waren, zur Wiedergewinnung ihrer Identität zu verhelfen.

## Nachlass
Haberland hat eine große „ethnographische Sammlung“ mit über 4000 Objekten aus unterschiedlichen Regionen Afrikas hinterlassen. Das Frobenius-Institut verfügt über 7 Kisten mit Briefen, Manuskripten, Fotos und Sammlungen.

## Ehrungen
- 1967: Heinrich-Barth-Preis der Deutschen Afrika-Gesellschaft
- 1971: Äthiopischer Staatspreis für Wissenschaft (Haile-Selassie-Preis)
- 1981: Offizier des Ordre national du Lion, Senegal
- 1991: Verdienstkreuz 1. Klasse der Bundesrepublik Deutschland

## Schriften (Auswahl)
- Galla Süd-Äthiopiens. Stuttgart: Kohlhammer 1963
- Untersuchungen zum Äthiopischen Königtum. Wiesbaden: Steiner 1965
- Hierarchie und Kaste: zur Geschichte und politischen Struktur der Dizi in Südwest-Äthiopien. Stuttgart: Steiner 1993  ISBN 3-515-05592-4